# Vlagyimir Andrejevics Favorszkij
Vlagyimir Andrejevics Favorszkij (Moszkva, 1886. március 14. – Moszkva, 1964. december 29.) orosz fafaragó, festő, színpadi művész.

## Élete
Édesanyjától tanult festeni, művészetében végig hű maradt eredeti elveihez és vonalaihoz. Moszkvában Konsztantyin Juonnal, Münchenben Hollósy Simonnal tanult együtt 1906-1907-ben. 1907-től a Moszkvai Egyetem Művészettörténet fakultásának hallgatója volt. Első fametszeteit 1907-ben készítette, 1911-től rendezett kiállításokat.

## Hatása
Kreativitása jelentősen hozzájárult a szovjet grafikus művészet fejlődéséhez. Számos tanítványt nevelt, akik közül sokan kiérdemelték a Szovjet Művészet Mestere kitüntető címet. Legjobb tanítványa Andrej Goncsarov, az univerzális művész, fametsző és festő volt. Favorszkij vele nem csak művészeti technikákat tudott megbeszélni, hanem művészetfelfogását, a művészet problémáit és lehetőségeit is.

## Díjak, kitüntetések
- Lenin-rend – 1962
- A Szovjetunió Népművésze – 1963